# Gonatocerus circumvagus
Gonatocerus circumvagus är en stekelart som beskrevs av Girault 1915. Gonatocerus circumvagus ingår i släktet Gonatocerus och familjen dvärgsteklar. Inga underarter finns listade i Catalogue of Life.